# Lotte Werkmeister
Lotte Werkmeister (26 de diciembre de 1885 - 15 de julio de 1970) fue una chansonnière, artista de cabaret y actriz cinematográfica alemana.

## Biografía
Nacida en Neukölln, Berlín, obtuvo su primera experiencia teatral como corista colegial en Magdeburgo. Antes de actuar en la opereta Der Soldat der Marie, de Leo Ascher, un gran éxito a partir de con más de 2000 representaciones, ella ya había cantado coplas y melodías de operetas de Franz von Suppé, Johann Strauss y Franz Lehár. Lotte Werkmeister hizo a partir de 1917 pequeñas actuaciones en el cine mudo. Actuó en revistas en los años 1920 y utilizó el „típico Berliner Schnauze (dialecto berlinés)“ en los cabarets, entre otros el Kabarett der Komiker en 1933. También conoció a Heinrich Zille, que fue inspiración de muchos cuplés. Tenía 41 años cuando grabó canciones por vez primera, los temas „Eine Weiße mit ’nem Schuss?“ (de Willi Kollo) y „Wenn in Werder die Kirschen blüh’n“ (de Fred Raymond).
En 1938 zog Lotte Werkmeister se mudó a Bergholz-Rehbrücke, donde vivió hasta su muerte. En la década de 1930 actuó en varias producciones cinematográficas, entre ellas Das Veilchen vom Potsdamer Platz (1936) y Wir machen Musik (1942). Finalizada la Segunda Guerra Mundial, y cumplidos los sesenta años de edad, comenzó su trayectoria en el cabaret fundado por Hans Joachim Heinrichs en 1945 Berliner Kammerbrettl. 
Lotte Werkmeister falleció en el año 1970 en Bergholz-Rehbrücke, localidad de la que fue nombrada ciudadana honoraria, y en la cual fue enterrada.

## Filmografía
- 1917 : Der unwiderstehliche Theodor
- 1919 : Flimmersterne
- 1919 : Lachende Herzen
- 1919 : Nur ein Diener
- 1919 : Wenn Männer streiken, de Edmund Edel
- 1920 : Das Kussverbot, de Ludwig Czerny
- 1920 : Wenn die Liebe nicht wär, de Joseph Max Jacobi
- 1921 : Fridericus Rex, 1ª y 2ª partes, de Arzén von Cserépy
- 1926 : Die Mühle von Sanssouci
- 1927 : Ich war zu Heidelberg Student, de Wolfgang Neff
- 1928 : In Werder blühen die Bäume … – Die Geschichte zweier lustiger Berliner Jungen, de Fred Sauer
- 1928 : Lotte, de Carl Froelich
- 1929 : Drei machen ihr Glück, de Carl Wilhelm
- 1930 : Der Hampelmann, de E. W. Emo
- 1931 : Kabarett-Programm Nr. 3 und Nr. 5, corto de Kurt Gerron
- 1931 : Ein ausgekochter Junge, de Erich Schönfelder
- 1931 : Hurra – ein Junge!, de Georg Jacoby
- 1932 : Aafa-Kunterbunt II, corto de Max Mack
- 1932 : Zu Befehl, Herr Unteroffizier, de Erich Schönfelder
- 1933 : Welle 4711, de Georg Zoch
- 1934 : Herr Kobin geht auf Abenteuer, de Hans Deppe
- 1934 : Ein Mädchen mit Prokura, de Arzén von Cserépy
- 1935 : Die törichte Jungfrau, de Richard Schneider-Edenkoben
- 1936 : Wir gratulieren, de Werner Illing
- 1936 : Das Veilchen vom Potsdamer Platz, de Johann Alexander Hübler-Kahla
- 1937 : Urlaub auf Ehrenwort, de Karl Ritter
- 1938 : Skandal um den Hahn, de Franz Seitz, Sr.
- 1939 : Wenn Männer verreisen, de Georg Zoch
- 1939 : Die Stimme aus dem Äther, de Harald Paulsen
- 1939 : In Sachen Herder contra Brandt, de Johannes Guter
- 1940 : Tip auf Amalia, de Carl Heinz Wolff
- 1941 : Das himmelblaue Abendkleid, de Erich Engels
- 1941 : Krach im Vorderhaus, de Paul Heidemann
- 1941 : Sechs Tage Heimaturlaub, de Jürgen von Alten
- 1942 : Wir machen Musik, de Helmut Käutner
- 1943 : Ein schöner Tag, de Philipp Lothar Mayring
- 1943 : Herr Sanders lebt gefährlich, de Robert Adolf Stemmle
- 1958 : Mikosch, der Stolz der Kompanie, de Rudolf Schündler